# Pièces de monnaie en livre turque
Les pièces de monnaie turques sont une des représentations physiques, avec les billets de banque, de la monnaie de Turquie.

## Les unités monétaires turques
La livre turque (lira, code TRL) est l'unité monétaire de la République de Turquie depuis 1922, qui reprend ainsi le système mis en place au temps de l'Empire ottoman, tout en adoptant le système décimal.
La livre turque était divisée en 100 kuruş. Un kuruş (noté Kr) est divisé en 40 para, le para tombant en désuétude dans les années 1930.
Une nouvelle livre turque  (TRY), devient la devise  de la Turquie au 1er janvier 2005. La nouvelle livre turque est divisée 100 nouveaux kuruş.
En 2009, l'unité monétaire reprend comme appellation la livre turque (TL) divisée en 100 kuruş.

## Les pièces de monnaie de Turquie

### Série 1922-1929
Après la proclamation de la république, sont frappées :
- La pièce (1920-1928) de 100 para en cupro-aluminium : Cu (85 %), Al (10 %)
- La pièce (1920-1928) de 5 kuruş en cupro-aluminium
- La pièce (1920-1928) de 10 kuruş en cupro-aluminium
- La pièce (1920-1928) de 25 kuruş en cupro-aluminium

Ces pièces comportent encore leurs légendes en arabe et au revers l'emblème de la Turquie. Entre 1926 et 1929, des pièces en or sont frappées, d'une valeur de 25, 50, 100, 250 et 500 livres turques.

### La série 1934-1944
À partir de cette date, les légendes en arabe disparaissent.
- La pièce (1940-1942) de 10 para en cupro-aluminium : Cu (85 %), Al (10 %)
- La pièce (1938-1944) de 1 kuruş en cupro-nickel  : Cu (75 %), Ni (25 %)
- La pièce (1935-1943) de 5 kuruş en cupro-nickel : Cu (75 %), Ni (25 %)
- La pièce (1935-1940) de 10 kuruş en cupro-nickel : Cu (75 %), Ni (25 %)
- La pièce (1935-1937) de 25 kuruş en argent cuivré : Ag (83 %), Cu (14,5 %), Ni (2,5 %)
- La pièce (1935-1937) de 50 kuruş en argent cuivré : Ag (83 %), Cu(14,5 %), Ni (2,5 %)
- La pièce (1934) de 100 kuruş en argent cuivré : Ag (83 %), Cu (14,5 %), Ni (2,5 %)
- La pièce (1937-1939) de 1 livre en argent cuivré : Ag (83 %), Cu (14,5 %), Ni (2,5 %)
- La pièce (1940-1941) de 1 livre en argent cuivré : Ag (83 %), Cu (14,5 %), Ni (2,5 %)

### La série 1944-1951
- La pièce (1948) de 1/2 kurus en laiton (pas mise en circulation),
- La pièce (1947-1951) de 1 kurus en laiton : Cu (70 %), Zn (30 %)
- La pièce (1948-1951) de 2 1/2 kurus en laiton : Cu (70 %), Zn (30 %)
- La pièce (1949-1957) de 5 kuruş en laiton : Cu (70 %), Zn (30 %)
- La pièce (1949-1956) de 10 kuruş en laiton : Cu (70 %), Zn (30 %)
- La pièce (1944-1946) de 25 kuruş en cupro-nickel : Cu (80 %), Ni (9 %), Zn (5 %)
- La pièce (1948-1956) de 25 kuruş en laiton : Cu (70 %), Zn (30 %)
- La pièce (1947-1948) de 50 kuruş en argent cuivré : Ag (60 %), Cu (40 %)
- La pièce (1947-1948) de 1 livre en argent cuivré : Ag (60 %), Cu (40 %)

### La série 1958-1968
- La pièce (1961-1963) de 1 kuruş en laiton : Cu (70 %), Zn (30 %)
- La pièce (1963-1968) de 1 kuruş en bronze : Cu (95 %), Sn (4 %), Zn (1 %)
- La pièce (1958-1968) de 5 kuruş en bronze : Cu (95 %), Sn (4 %), Zn (1 %)
- La pièce (1958-1968) de 10 kuruş en bronze : Cu (95 %), Sn (4 %), Zn (1 %)

| La pièce (1959-1966) de 25 Kuruş |  | |
|                                  |  | - Sur l'avers, femme turque, avec les inscriptions TÜRKİYE CUMHURİYETİ et le millésime 1963 - Sur le revers, la valeur faciale 25 KURUS, entre des épis de blé et une branche d'olivier, sous le croissant et l'étoile turques. Le millésime apparaît dans la partie inférieure. - Diamètre : 22,6 mm ; poids : 5,00 g. - Métal : acier inoxydable (Acmonital52). - Artistes : . |

- La pièce (1957) de 1 livre en cupro-nickel : Cu (70 %), Ni (30 %)
- La pièce (1959-1967) de 1 livre en acier inoxydable (Acmonital52)
- La pièce (1960-1968) de 2 1/2 livres en acier inoxydable (Acmonital52)
- La pièce (1960) de 10 livres en argent pur : Ag (100 %)

### La série 1967-1974
Dans cette série, une partie des pièces est remplacée par des pièces moins lourdes :
- La pièce (1969-1974) de 1 kuruş en laiton durci : Cu (97 %), Zn (2,5 %), Sn (0,5 %)
- La pièce (1969-1974) de 5 kuruş en laiton durci : Cu (97 %), Zn (2,5 %), Sn (0,5 %)
- La pièce (1969-1974) de 10 kurus en laiton durci : Cu (97 %), Zn(2,5 %), Sn (0,5 %)
- La pièce (1966-1978) de 25 kurus en acier inoxydable (Acmonital52)
- La pièce (1971-1979) de 50 kuruş en acier inoxydable (Acmonital52)
- La pièce (1967-1980) de 1 livre en acier inoxydable (Acmonital52)
- La pièce (1969-1980) de 2 1/2 livres en acier inoxydable (Acmonital52)
- La pièce (1974-1979) de 5 livres en acier inoxydable (Acmonital52)

### La série 1975-1980
- La pièce (1975-1977) de 1 kuruş en aluminium durci : Al (99,5 %), Fe (0,4 %)
- La pièce (1975-1977) de 5 kuruş en aluminium durci : Al (99,5 %), Fe (0,4 %)
- La pièce (1975-1977) de 10 kuruş en aluminium durci : Al (99,5 %), Fe (0,4 %)

### La série 1981-1989
| La pièce (1981-1989) de 1 livre |  | |
|                                 |  | - Sur l'avers, un portrait, avec les inscriptions TÜRKİYE CUMHURİYETİ et le millésime 1981 - Sur le revers, la valeur faciale 1 LIRA, entre des épis de blé et une branche d'olivier, sous le croissant et l'étoile turques. Le millésime apparaît dans la partie inférieure. - Diamètre : 17,0 mm ; poids : 1,10 g. - Métal : aluminium pur : Al (100 %) - Artistes : . |

- La pièce (1981-1989) de 5 livres en aluminium pur : Al (100 %)
- La pièce (1981-1983) de 10 livres en aluminium pur : Al (100 %)
- La pièce (1984-1989) de 10 livres en aluminium pur : Al (100 %)
- La pièce (1984) de 20 livres en cupro-nickel : Cu (75 %), Ni (16 %), Zn (8 %), Mg (1 %)
- La pièce (1985-1989) de 25 livres en acier inoxydable (Acmonital52)
- La pièce (1984-1987) de 50 livres en cupro-nickel : Cu (75 %), Ni (16 %), Zn (8 %), Mg (1 %)
- La pièce (1984-1988) de 100 livres en cupro-nickel : Cu (75 %), Ni (16 %), Zn (8 %), Mg (1 %)

### La série 1988-1996
- La pièce (1988-1994) de 50 livres en laiton : Cu (70 %), Zn (30 %)
- La pièce (1988-1994) de 100 livres en laiton : Cu (70 %), Zn (30 %)
- La pièce (1989-1996) de 500 livres en laiton : Cu (70 %), Zn (30 %)
- La pièce (1990-1994) de 1 000 livres en cupro-nickel : Cu (75 %), Ni (16 %), Zn (8 %), Mg (1 %)
- La pièce (1991-1998) de 2 500 livres en laiton nickelé : Cu (69,5 %), Zn (18 %), Ni (12 %), Mg (0,5 %)

| La pièce (1992-1994) de 5 000 livres |  | |
|                                      |  | - Sur l'avers, un portrait, avec les inscriptions TÜRKİYE CUMHURİYETİ et le millésime 1992 - Sur le revers, la valeur faciale 5 000 LIRA, sur une branche de fleurs, sous le croissant et l'étoile turques. Le millésime apparaît dans la partie inférieure. - Diamètre : 28,75 mm ; poids : 10,30 g. - Métal : laiton nickelé : Cu (69,5 %), Zn (18 %), Ni (12 %), Mg (0,5 %) - Artistes : . |

### La série 1995-1998
- La pièce (1995-1998) de 1 000 livres en laiton : Cu (70 %), Zn (30 %)
- La pièce (1995-1997) de 5 000 livres en laiton : Cu (70 %), Zn (30 %)
- La pièce (1994-1997) de 10 000 livres en laiton nickelé : Cu (69,5 %), Zn (18 %), Ni (12 %), Mg (0,5 %)
- La pièce (1995-2000) de 25 000 livres en laiton nickelé : Cu (69,5 %), Zn (18 %), Ni (12 %), Mg (0,5 %)
- La pièce (1996-2000) de 50 000 livres en laiton nickelé : Cu (70 %), Zn (18 %), Ni (12 %)

### La série 1998-2001
Les pièces ont un poids réduit :
- La pièce (1998-2001) de 5 000 livres en laiton : Cu (70 %), Zn (30 %)
- La pièce (1998-2001) de 10 000 livres en laiton nickelé : Cu (69,5 %), Zn (18 %), Ni (12 %), Mg (0,5 %)

| La pièce (1999-2000) de 100 000 livres |  | |
|                                        |  | - Sur l'avers, le portrait de MUSTAFA KEMAL ATATURK, - Sur le revers, la valeur faciale 100 000 LIRA, avec les inscriptions TÜRKİYE CUMHURİYETİ et le millésime 1999. - Diamètre : 25,00 mm ; poids : 7,50 g. - Métal : Cu (82,5 %), Ni (10 %), Zn (7,5 %) - Artistes : . |

### La série 2001-2004
- La pièce (2001-2003) de 25 000 livres en laiton : Cu (70 %), Zn (30 %)
- La pièce (2001-2004) de 50 000 livres en cupro-nickel : Cu (70 %), Ni (18 %), Zn (12 %)
- La pièce (2001-2004) de 100 000 livres en cupro-nickel : Cu (70 %), Ni (18 %), Zn (12 %)
- La pièce (2002-2004) de 250 000 livres en cupro-nickel allégé : Cu (65 %), Ni (18 %), Zn (17 %)

### La série 2005-2008
Depuis le 1er janvier 2006, la nouvelle livre turque (Yeni Türk Lirası (YTL)) a remplacé l’ancienne livre turque, en la divisant par un million, avec de nouvelles pièces de monnaie et de nouveaux billets (loi 5083 du 31.01.2004) 
| Image | Valeur faciale | Millésimes          | Avers                                                               | Revers                                  | Alliage                                                         | Diamètre | Poids  | Artiste graveur | Quantité                                       | Validité         |
| ----- | -------------- | ------------------- | ------------------------------------------------------------------- | --------------------------------------- | --------------------------------------------------------------- | -------- | ------ | --------------- | ---------------------------------------------- | ---------------- |
|       | 1 YKr          | 2005 2006 2007 2008 | Tête à gauche de Mustafa Kemal AtatürkTÜRKİYE CUMHURİYETİ           | Croissant et étoile 1 YENI KURUŞ année  | 70 % Cu ; 30 % Zn                                               | 17.00 mm | 2.70 g |                 | 148 419 560 9 002 010 5 357 000 965 000        | 31 décembre 2009 |
|       | 5 YKr          | 2005 2006 2007 2008 | Tête à gauche de Mustafa Kemal AtatürkTÜRKİYE CUMHURİYETİ           | Croissant et étoile 5 YENI KURUŞ année  | 65 % Cu, 18 % Ni, 17 % Zn                                       | 17.00 mm | 2.95 g |                 | 203 339 160 202 253 310 122 090 000 5 537 900  | 31 décembre 2009 |
|       | 10 YKr         | 2005 2006 2007 2008 | Tête à gauche de Mustafa Kemal AtatürkTÜRKİYE CUMHURİYETİ           | Croissant et étoile 10 YENI KURUŞ année | 65 % Cu, 18 % Ni, 17 % Zn                                       | 19.25 mm | 3.85 g |                 | 261 538 050 196 717 510 134 104 000 48 697 500 | 31 décembre 2009 |
|       | 25 YKr         | 2005 2006 2007 2008 | Buste de face de Mustafa Kemal AtatürkTÜRKİYE CUMHURİYETİ           | Croissant et étoile 25 YENI KURUŞ année | 65 % Cu, 18 % Ni, 17 % Zn                                       | 21.50 mm | 5.30 g |                 | 173 705 760 67 803 010 33 463 500 21 245 000   | 31 décembre 2009 |
|       | 50 YKr         | 2005 2006 2007 2008 | Buste à droite de Mustafa Kemal AtatürkTÜRKİYE CUMHURİYETİ          | Croissant et étoile 50 YENI KURUŞ année | Ext : 79 % Cu, 17 % Zn, 4 % Ni - In : 65 % Cu, 18 % Ni, 17 % Zn | 23.85 mm | 7.00 g |                 | 203 749 569 45 089 010 21 946 500 18 503 000   | 31 décembre 2009 |
|       | 1 YTL          | 2005 2006 2007 2008 | Buste à moitié à gauche de Mustafa Kemal AtatürkTÜRKİYE CUMHURİYETİ | Croissant et étoile 1 YENİ TÜRK LİRASI  | Ext : 65 % Cu, 18 % Ni, 17 % Zn - In : 79 % Cu, 17 % Zn, 4 % Ni | 26.15 mm | 8.50 g |                 | 305 235 560 69 247 010 56 498 200 33 087 800   | 31 décembre 2009 |

### La série 2009
Au 1er janvier 2009, la nouvelle livre turque (Yeni Türk Lirası (YTL)) redevient "Livre Turque" (Türk Lirası (TL). De nouveaux billets et de nouvelles pièces sont émis. Les "Yeni Türk Lirası" ont cours en parallèle jusqu'au 31 décembre 2009.
| Image | Valeur faciale | Millésimes               | Avers                                                     | Revers                                                  | Alliage                          | Diamètre | Poids  | Artiste graveur | Quantité                  | Validité       |
| ----- | -------------- | ------------------------ | --------------------------------------------------------- | ------------------------------------------------------- | -------------------------------- | -------- | ------ | --------------- | ------------------------- | -------------- |
|       | 1 Kr           | 2009 2010 2011 2012 2013 | Tête à gauche de Mustafa Kemal AtatürkTÜRKİYE CUMHURİYETİ | Croissant et étoile, plante (perce-neige) 1 KURUŞ année | Acier plaqué cuivre              | 16.50 mm | 2.20 g |                 | En attente d'informations | En circulation |
|       | 5 Kr           | 2009 2010 2011 2012 2013 | Tête à gauche de Mustafa Kemal AtatürkTÜRKİYE CUMHURİYETİ | Croissant et étoile, motifs décoratifs 5 KURUŞ année    | Laiton                           | 17.50 mm | 2.90 g |                 | En attente d'informations | En circulation |
|       | 10 Kr          | 2009 2010 2011 2012 2013 | Tête à gauche de Mustafa Kemal AtatürkTÜRKİYE CUMHURİYETİ | Croissant et étoile, motifs décoratifs 10 KURUŞ année   | Laiton                           | 18.50 mm | 3.15 g |                 | En attente d'informations | En circulation |
|       | 25 Kr          | 2009 2010 2011 2012 2013 | Tête à gauche de Mustafa Kemal AtatürkTÜRKİYE CUMHURİYETİ | Croissant et étoile, motifs décoratifs 25 KURUŞ année   | Cupronickel                      | 20.50 mm | 4.00 g |                 | En attente d'informations | En circulation |
|       | 50 Kr          | 2009 2010 2011 2012 2013 | Tête à gauche de Mustafa Kemal AtatürkTÜRKİYE CUMHURİYETİ | Croissant et étoile, pont du Bosphore 50 KURUŞ année    | Ext : Cupronickel - Int : Laiton | 23.85 mm | 7.00 g |                 | En attente d'informations | En circulation |
|       | 1 TL           | 2009 2010 2011 2012 2013 | Tête à gauche de Mustafa Kemal AtatürkTÜRKİYE CUMHURİYETİ | Croissant et étoile, motifs décoratifs 1 TÜRK LİRASI    | Ext : Laiton - Int : Cupronickel | 26.15 mm | 8.50 g |                 | En attente d'informations | En circulation |